# Episodi di Becker (sesta stagione)
La sesta e ultima stagione della serie televisiva Becker, composta da 13 episodi, è andata in onda sul canale CBS dall'8 ottobre 2003 al 28 gennaio 2004. In Italia viene trasmessa dal 10 settembre 2008 su Comedy Central.
| nº | Titolo originale                      | Titolo italiano                               | Prima TV USA     | Prima TV Italia   |
| -- | ------------------------------------- | --------------------------------------------- | ---------------- | ----------------- |
| 1  | What's Love Got To Do With It?        | Che c’entra l’amore con questo                | 8 ottobre 2003   | 10 settembre 2008 |
| 2  | Dates & Nuts                          | Una serata originale                          | 15 ottobre 2003  |                   |
| 3  | A Little Ho-mance                     | Il primo appuntamento                         | 22 ottobre 2003  |                   |
| 4  | Spontaneous Combustion                | Combustione spontanea                         | 29 ottobre 2003  |                   |
| 5  | The Unbelievable Wrongness of Talking | L’Insopportabile leggerezza delle chiacchiere | 5 novembre 2003  |                   |
| 6  | Afterglow                             | L’Ultimo bagliore                             | 12 novembre 2003 |                   |
| 7  | Sister Spoils the Turkey              | La sorella rovina la festa                    | 26 novembre 2003 |                   |
| 8  | Chock Full 'O Nuts                    | Invasione di pazzi                            | 3 dicembre 2003  |                   |
| 9  | A First Class Flight                  | Lotta per la prima classe                     | 17 dicembre 2003 |                   |
| 10 | Margaret Sings the Blues              | Margaret depressa                             | 7 gennaio 2004   |                   |
| 11 | Snow Means Snow                       | La neve è la neve                             | 14 gennaio 2004  |                   |
| 12 | Subway Story                          | Storia metropolitana                          | 21 gennaio 2004  |                   |
| 13 | DNR                                   | Accanimento terapeutico                       | 28 gennaio 2004  |                   |

## Che c'entra l'amore con questo
- Titolo originale: What's Love Got To Do With It?
- Diretto da: Chris Brougham
- Scritto da: Ian Gurvitz

### Trama
- Guest star: Paul Dooley, Jorge Garcia

## Una serata originale
- Titolo originale: Dates & Nuts
- Diretto da: Chris Brougham
- Scritto da: Bobby Gaylor

### Trama
- Guest star: Jorge Garcia

## Il primo appuntamento
- Titolo originale: A Little Ho-mance
- Diretto da: Darryl Bates
- Scritto da: Maisha Closson

### Trama
- Guest star: Jorge Garcia, Ed Bernard, Jack Wallace

## Combustione spontanea
- Titolo originale: Spontaneous Combustion
- Diretto da: Ken Levine
- Scritto da: Steve Peterman e Gary Dontzig

### Trama
- Guest star: Tim Edward Rhoze

## L’Insopportabile leggerezza delle chiacchiere
- Titolo originale: The Unbelievable Wrongness of Talking
- Diretto da: Mike Uppendahl
- Scritto da: Lisa Albert

### Trama
- Guest star: Aaron Fors, Tamara Taylor

## L’Ultimo bagliore
- Titolo originale: Afterglow
- Diretto da: Chris Brougham
- Scritto da: David Isaacs e Ken Levine

### Trama
- Guest star: Kimmy Robertson

## La sorella rovina la festa
- Titolo originale:
- Diretto da: Darryl Bates
- Scritto da: Joyce Gittlin

### Trama
- Guest star: Jaime Pressly

## Invasione di pazzi
- Titolo originale: Chock Full 'O Nuts
- Diretto da: Chris Brougham
- Scritto da: Matthew Ember

### Trama
- Guest star: Henry Gibson

## Lotta per la prima classe
- Titolo originale: A First Class Flight
- Diretto da: Ken Levine
- Scritto da: Dawn Dekeyser

### Trama
- Guest star: Nicollette Sheridan, Gilbert Gottfried

## Margaret depressa
- Titolo originale: Margaret Sings the Blues
- Diretto da: Chris Brougham
- Scritto da: Maisha Closson

### Trama
- Guest star: Harold Wheeler

## La neve è la neve
- Titolo originale: Snow Means Snow
- Diretto da: Mike Uppendahl
- Scritto da: Bobby Gaylor

## Storia metropolitana
- Titolo originale: Subway Story
- Diretto da: Ian Gurvitz
- Scritto da: Steve Peterman e Gary Dontzig

### Trama
- Guest star: Frances Sternhagen, Molly Cheek, John Rubinstein

## Accanimento terapeutico
- Titolo originale: DNR
- Diretto da: Chris Brougham
- Scritto da: Dave Hackel e Ian Gurvitz

### Trama
- Guest star: Marvin Kaplan, Antonio Sabàto Jr.